# Claudia Schiffer
Pour les articles homonymes, voir Schiffer.
Claudia Schiffer (en allemand [ˈklaʊ̯dɪa ˈʃɪfɐ]), née le 25 août 1970 à Rheinberg en Allemagne de l'Ouest, est une mannequin, actrice et productrice de cinéma allemande. Elle est devenue Claudia Vaughn depuis son mariage en 2002 avec Matthew Vaughn et c'est sous ce nom qu'elle est notamment créditée en tant que productrice.
Après des débuts difficiles, elle atteint le sommet de sa popularité dans les années 1990, initialement en raison de sa ressemblance avec Brigitte Bardot. Cette année-là, Karl Lagerfeld la choisit pour représenter sa marque, en remplacement d'Inès de la Fressange, et elle devient top model. Claudia Schiffer est aussi le premier mannequin à avoir son effigie en cire au musée Grévin de Paris en octobre 1995.

## Biographie

### Jeunesse
Fille de Heinrich Schiffer (1936-2007), avocat, et de Gudrun, mère au foyer, elle est l'aînée de deux frères Stefan (né en 1974, imprimeur) et Andreas (né en 1983) et d'une sœur Ann Caroline (née en 1975, médecin). À l'école, Claudia est une élève studieuse avec un penchant pour la chimie et les mathématiques. En plus des cours à l'école, Claudia apprend le ballet et joue du piano.
Elle envisage de devenir avocate dans le cabinet juridique de son père jusqu'à ce qu'elle soit découverte dans une boîte de nuit de Düsseldorf en 1987 à l'âge de dix-sept ans par Michel Levaton, le propriétaire et président de l'agence de mannequins Metropolitan models. Un an après, elle signe pour Guess Jeans son premier contrat important.

### Carrière
Révélation dans le milieu de la mode, elle démarre immédiatement une carrière internationale de top model, parvenant directement au sommet à Paris et considérée alors comme l'une des plus belles femmes du monde. De grande taille (plus de 1,80 m), elle a les yeux bleus et les cheveux blonds.
En 1988, photographiée par Gilles Bensimon, elle « fait la couverture » du magazine Elle.
Elle devient immédiatement une icône planétaire, couverture de plus de 700 magazines, dont Elle, Harper's Bazaar, Vogue, Cosmopolitan, Vanity Fair et Time Magazine, défile pour les plus grands couturiers de la planète : Gianni Versace, Ralph Lauren, Yves Saint Laurent, etc. et devient l'égérie de Karl Lagerfeld chez Chanel (son premier défilé de mode en janvier 1990), ainsi que tête d'affiche pour Revlon, avec qui elle signe un contrat de dix millions de dollars, L'Oréal en 1997 ou Citroën en 1998.
Elle côtoie aussi le milieu du show business international. En 1999, elle se fait escroquer par le playboy Tim Jeffries.

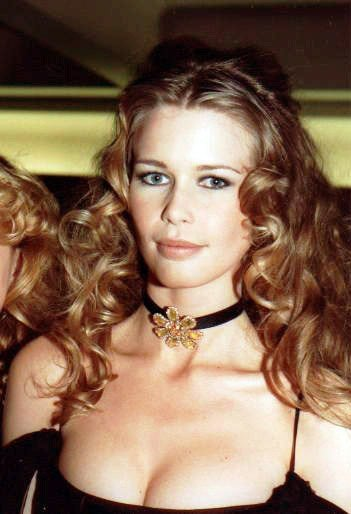
Claudia Schiffer aux César en 1993.

Vers 1993 et l'avènement de la tendance minimaliste, les supermodels passent de mode. En 1993, Schiffer est le mannequin le mieux payé au monde avec un revenu annuel qui s'élève à 10 millions de dollars.
En 1993, elle est citée dans la chanson Foule sentimentale d'Alain Souchon, et en 2000, elle apparaît dans le clip musical Say It Isn't So de Bon Jovi, groupe de rock américain.
En 2011, elle lance une collection de pulls en cachemire.
Elle est actrice au cinéma et à la télévision jusqu'en 2002. En 2003, elle prend sa retraite[réf. nécessaire].
Sa carrière de mannequin lui a rapporté une fortune estimée à 120 millions de dollars.

### Vie privée
Claudia Schiffer parle couramment plusieurs langues, dont le français et l'anglais.
Elle aurait eu une relation — jamais officialisée — avec le prince Albert II de Monaco entre 1992 et 1993. Dans les années 1990, elle est en couple pendant six ans avec le prestidigitateur David Copperfield.
Le 25 mai 2002, elle épouse le réalisateur et producteur de cinéma anglais Matthew Vaughn, à Coldham Hall en Angleterre, au nord-est de Londres, où elle réside ; le 30 janvier 2003, elle donne naissance à leur fils, Caspar Matthew, puis, le 11 novembre 2004, à leur fille, Clémentine. Le 14 mai 2010, naît une autre fille, prénommée Cosima Violet.
Elle séjourne également à New York, Paris, Monaco et Majorque[réf. nécessaire].

### Engagement
Elle est ambassadrice de l'UNICEF.

### Affaires judiciaires
En octobre 2021, son nom est cité dans l’affaire des Pandora Papers.

## Filmographie
Sauf indication contraire, les informations mentionnées dans cette section peuvent être confirmées par la base de données cinématographiques IMDb,  présente dans la section « Liens externes ».

### Actrice

#### Longs métrages
- 1994 : Richie Rich de Donald Petrie : Claudia
- 1994 : Prêt-à-porter de Robert Altman : elle-même (non mentionné)
- 1995 : Schönsten Frauen der Welt
- 1995 : Catwalk
- 1997 : Happy Birthday Elizabeth
- 1997 : The Blackout d'Abel Ferrara : Susan
- 1998 : Beautopia
- 1999 : Friends and Lovers de George Haas : Carla
- 1999 : Black and White de James Toback : Greta
- 1999 : Desperate But Not Serious (en) de Bill Fishman : Gigi
- 1999 : And She Was
- 2000 : Chain of Fools : elle-même
- 2001 : In Pursuit de Peter Pistor : Catherine Wells
- 2001 : Zoolander de Ben Stiller : elle-même
- 2002 : Chewing-gum et Cornemuse (Life Without Dick) de Bix Skahill : Mary
- 2002 : Love Actually de Richard Curtis : Carol

#### Court métrage
- 2000 : Meeting Genevieve de Luis Mandoki : Genevieve

#### Téléfilm
- 1992 : Inferno d'Ellen Von Unwerth

#### Séries télévisées
- 1999 : Futurama : la tête de Claudia Schiffer (saison 2, épisode 7 : A Head in the Polls ; voix)
- 2002 : Dharma et Greg : Gretchen, l'avocate (2 épisodes)

#### Clip vidéo
- 1993 : Say It Isn't So de Bon Jovi
- 2001 : Uptown Girl de Westlife

### Productrice
En tant que productrice, elle est créditée sous le nom de Claudia Vaughn.
- 2013 : Kick-Ass 2 de Jeff Wadlow
- 2014: Kingsman : Services secrets (Kingsman: The Secret Service) de Matthew Vaughn
- 2015: Eddie the Eagle de Dexter Fletcher
- 2017 : Kingsman : Le Cercle d'or (Kingsman: The Golden Circle)) de Matthew Vaughn
- 2019 : Rocketman de Dexter Fletcher
- 2021: Silent Night de Camille Griffin
- 2021 : The King's Man : Première mission (The King's Man) de Matthew Vaughn
- 2021 : Tetris de Jon S. Baird
- 2024 : Argylle de Matthew Vaughn